# Aidan Turner
Aidan Turner (Clondalkin, 19 giugno 1983) è un attore irlandese.
I suoi ruoli televisivi più popolari includono il capitano Ross Poldark nel period drama Poldark e il vampiro John Mitchell nella serie britannica Being Human. Dal 2012 al 2014 ha interpretato il personaggio di Kíli nella trilogia de Lo Hobbit diretta da Peter Jackson.

## Biografia
Turner è nato nel soggiorno di casa, nella cittadina di Clondalkin poco più a ovest di Dublino. Ha vissuto in quella residenza per circa vent'anni, insieme ai suoi genitori e al fratello maggiore Colin. La madre Eileen è un'impiegata contabile e il padre Pearse lavora come elettricista. Durante gli anni di scuola, Turner pratica molto sport, soprattutto tennis, badminton e snooker, e partecipa a competizioni di ballo da sala e danza latino-americana. All'età di 16 anni lascia la scuola di Templeogue per seguire il fratello nel college di Tallaght. Nel frattempo inizia a lavorare come addetto a una sala cinema, un'attività che ama perché gli permette di guardare molti film.
Dopo il diploma lavora per un po' di tempo come elettricista insieme a suo padre e nel 2001 si trasferisce a Dublino, dove viene accettato ad un corso breve di recitazione (Acting for camera) promosso dalla Gaiety School of Acting. Per pagarsi gli studi lavora come barista in un noto night club della città. Le lezioni gli insegnano ad avere fiducia in se stesso e in poco tempo diventano la sua più grande passione. Al termine del workshop della durata di sei settimane, Turner decide di intraprendere l'intero percorso formativo fino al conseguimento della laurea, nel 2004.
Turner inizia a recitare all'età di 21 anni calcando le scene teatrali delle principali città irlandesi. Nel 2007 appare come comparsa nel pilot della serie televisiva I Tudors, cui seguì il suo primo ruolo cinematografico in un thriller psicologico irlandese intitolato Alarm. A partire dal 2008 ha recitato nel cast principale delle ultime due stagioni del popolare medical drama irlandese The Clinic, interpretando il ruolo di Ruairì McGowan, il nuovo receptionist della clinica.
Negli anni successivi, Turner ha preso parte ad alcune produzioni della BBC a cominciare dalla miniserie di genere storico Disperatamente romantici, nella quale veste i panni del pittore preraffaellita italo-inglese Dante Gabriel Rossetti. Il primo ruolo a renderlo famoso anche in Italia è quello del vampiro John Mitchell, protagonista delle prime tre stagioni della pluripremiata serie sci fi Being Human. Con questo show, Turner si guadagna l'attenzione del regista Peter Jackson, che nel 2011 gli offre la parte di Kíli, uno dei personaggi più amati della saga cinematografica de Lo Hobbit. Inizialmente, Turner aveva partecipato alle audizioni per un ruolo secondario da elfo e non si aspettava di entrare nel cast principale vestendo i panni di un nano. Con il secondo film della saga, Lo Hobbit - La desolazione di Smaug, Turner vince il premio come miglior attore esordiente agli Empire Awards 2014. Durante i due anni di riprese dei film, si unisce al cast di Shadowhunters - Città di ossa, un altro adattamento di genere fantasy tratto dal primo capitolo della saga Shadowhunters, nel quale Turner è chiamato a interpretare un lupo mannaro.
Dopo il successo dalla trilogia, ha rivestito due ruoli televisivi molto popolari nel Regno Unito. Il primo è quello di Philip Lombard, personaggio immaginario di Agatha Christie fra i protagonisti della miniserie Dieci piccoli indiani. Il secondo personaggio è un eroe romantico di nome Ross Poldark, creato negli anni '40 dalla penna di Winston Graham e trasposto nella serie televisiva Poldark del 2015, reboot di una omonima serie degli anni '70. Turner è stato l'unico attore preso in considerazione per vestire i panni del protagonista; la produttrice esecutiva, Debbie Horsfield, gli offrì direttamente il lavoro facendogli recapitare per posta il copione e i romanzi dell'autore.
Nell'inverno del 2015 Turner torna in Irlanda dove ha l'occasione di recitare in Il segreto, l'ultima opera di un regista da lui molto amato, Jim Sheridan. Il film è ambientato negli anni '20 e si basa sul best seller Il segreto scritto da Sebastian Barry. Successivamente si reca in Polonia per lavorare a Loving Vincent, biopic animata su Vincent van Gogh e candidata a un Oscar come miglior film d'animazione. Dopo dieci anni di assenza dal palcoscenico, Turner nel 2018 ha debuttato al Teatro del West End in una celebre commedia nera di Martin McDonagh intitolata Il luogotenente di Inishmore. L'opera, scritta nel 2001, è stata oggetto di controversie a causa dei contenuti violenti e dei temi politici trattati: il personaggio protagonista, interpretato da Turner, è uno psicotico terrorista irlandese morbosamente legato al proprio gatto.
Nel 2021 interpreta Leonardo da Vinci nell'omonima serie televisiva prodotta da Rai 1.

## Vita privata
Nel 2017 Turner ha incontrato l'attrice Caitlin FitzGerald. La coppia si è sposata nell'agosto 2020 e la FitzGerald ha dato alla luce il loro bambino nel gennaio 2022.

## Filmografia

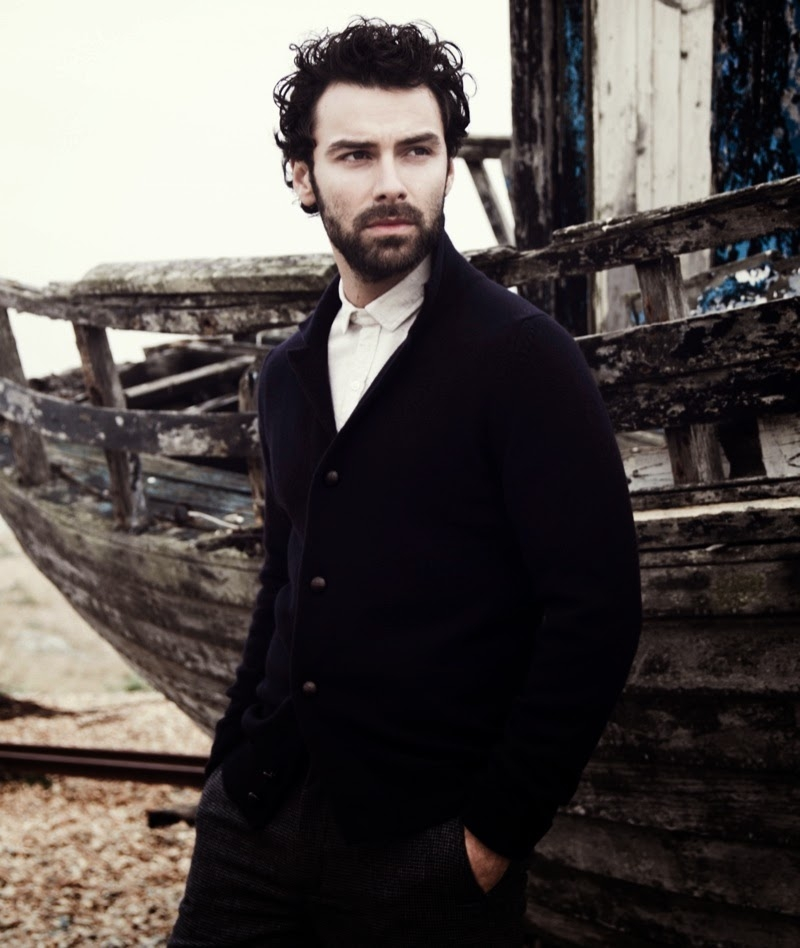
Aidan Turner

### Attore

#### Cinema
- The Sound of People, regia di Simon Fitzmaurice – cortometraggio (2007)
- Matterhorn, regia di Ken Walshe – cortometraggio (2007)
- Alarm, regia di Gerard Stembridge (2008)
- Lo Hobbit - Un viaggio inaspettato (The Hobbit: An Unexpected Journey), regia di Peter Jackson (2012)
- Shadowhunters - Città di ossa (Shadowhunters), regia di Harald Zwart (2013)
- Lo Hobbit - La desolazione di Smaug (The Hobbit: The Desolation of Smaug), regia di Peter Jackson (2013)
- Lo Hobbit - La battaglia delle cinque armate (The Hobbit: The Battle of the Five Armies), regia di Peter Jackson (2014)
- Il segreto (The Secret Scripture), regia di Jim Sheridan (2016)
- L'uomo che uccise Hitler e poi il Bigfoot (The Man Who Killed Hitler and Then the Bigfoot), regia di Robert D. Krzykowski (2018)
- Love Is Blind, regia di Monty Whitebloom e Andy Delaney (2019)

#### Televisione
- I Tudors (The Tudors) – serie TV, episodio 1x01 (2007)
- The Clinic – serie TV, 18 episodi (2008-2009)
- Disperatamente romantici (Desperate Romantics), regia di Paul Gay e Diarmuid Lawrence – miniserie TV (2009)
- Being Human – serie TV, 22 episodi (2009-2011)
- Hattie, regia di Dan Zeff – film TV (2011)
- Dieci piccoli indiani (And Then There Were None), regia di Craig Viveiros – miniserie TV (2015)
- Poldark – serie TV, 43 episodi (2015-2019)
- Leonardo – serie TV, 8 episodi (2021-in corso)
- Toast of Tinseltown – serie TV, 3 episodi (2022)
- The Suspect – serie TV, 5 episodi (2022)
- Fifteen-Love – serie TV, 6 episodi (2023)
- Rivals – serie TV, 8 episodi (2024)

### Doppiatore
- Loving Vincent, regia di Dorota Kobiela e Hugh Welchman (2017)

## Teatro
- L'aratro e le stelle – ruolo: Caporale Stoddard, Abbey Theatre (2005)[7]
- Improvvisamente l'estate scorsa – ruolo: Dottor Sugar, Focus Theatre (2005)
- A Cry from Heaven – ruolo: Ardan, Abbey Theatre (2005)
- The Yokohama Delegation – ruolo: Hercules, Kilkenny Arts Festival (2005)
- Tito Andronico – ruolo: Demetrius, Project Arts Theatre (2005)
- L'orcio d'oro – ruolo: Pan, Olympia Theatre (2006)
- Drive-by – ruolo: George, Cork Mid-Summer Festival (2006–2007)
- La Marea – ruolo: Adam, Bedrock Theatre (2007)
- Cyrano – ruolo: Christian, Project Arts Centre (2007)
- Romeo e Giulietta – ruolo: Paride, Abbey Theatre (2008)
- Il luogotenente di Inishmore – ruolo: Mad Padraic, Teatro del West End (2018)

## Premi e candidature
- SFX Awards
  - 2011: Candidatura al miglior attore sci-fi per Being Human
  - 2011: Candidatura all'attore più sexy per Being Human
  - 2012: Candidatura al miglior attore sci-fi per Being Human
  - 2012: Candidatura all'attore più sexy per Being Human
  - 2013: Candidatura all'attore più sexy per Lo Hobbit - Un viaggio inaspettato
- Empire Awards
  - 2014: Miglior debutto per Lo Hobbit - La desolazione di Smaug
- National Television Awards
  - 2015: Impact award per Poldark
- TV Choice Awards – Regno Unito
  - 2015: Candidatura al migliore attore per Poldark
- Broadcasting Press Guild Awards
  - 2016: Breakthrough award per Dieci piccoli indiani
- Festival della televisione di Monte Carlo
  - 2016: Miglior attore in una serie drammatica per Poldark
  - 2016: Candidatura "outstanding actor in a drama series" per Poldark
- Irish Film and Television Award
  - 2016: Candidatura al miglior attore in una serie drammatica per Poldark
  - 2017: Candidatura al miglior attore in una serie drammatica per Poldark
- Gossie Awards
  - 2016: Miglior attore per Poldark

Ulteriori riconoscimenti:
- 2016 – GQ UK – Attore televisivo dell'anno[24]
- 2016 – Gossie Awards – Star dell'anno
- 2016 – Radio Times Reader Awards – Drama champion 2016[25]
- 2016 – Glamour Magazine UK – Uomo più sexy del mondo[26]

## Doppiatori italiani
Nelle versioni in italiano delle opere in cui ha recitato, Aidan Turner è stato doppiato da:
- Stefano Crescentini in Being Human, Lo Hobbit - Un viaggio inaspettato, Shadowhunters - Città di ossa, Lo Hobbit - La desolazione di Smaug, Lo Hobbit - La battaglia delle cinque armate, Dieci piccoli indiani, Poldark, Leonardo, Rivals
- David Chevalier ne Il segreto
- Daniele Raffaeli in Disperatamente romantici
- Mattia Bressan in L'uomo che uccise Hitler e poi il Bigfoot

Da doppiatore è sostituito da:
- Riccardo Scarafoni in Loving Vincent